# Luciano Bianciardi
Luciano Bianciardi född 14 december 1922 i Grosseto, död 14 november 1971 i Milano, var en italiensk författare och översättare.